# Phường chèo đỏ lớn

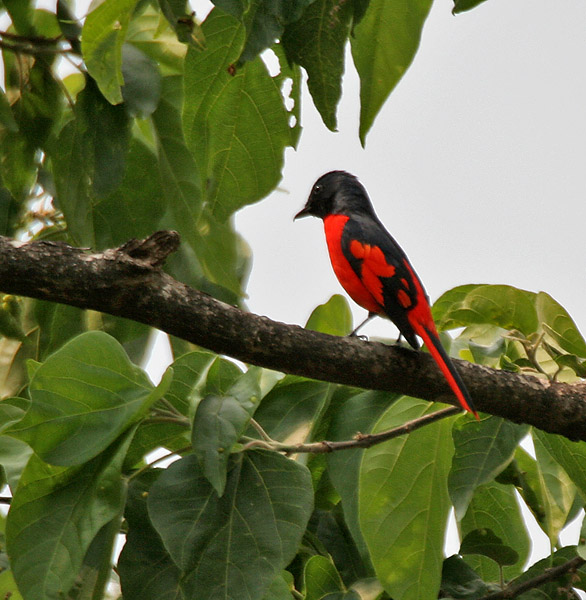
Chim trống ở Tây Bengal

Phường chèo đỏ lớn (danh pháp khoa học: Pericrocotus flammeus) hay phường chèo hồng là một loài chim trong họ Phường chèo. Phường chèo đỏ lớn được tìm thấy trong ở nam châu Á nhiệt đới từ tiểu lục địa Ấn Độ đến nam Trung Hoa, Indonesia, Philippines. Chúng là loài sinh sản định cư phổ biến ở rừng và khu vực đồi. Con trống của phần lớn các phân loài có màu từ đỏ tươi đến vàng với trên lưng màu đen, con mái thường có màu vàng với phía trên màu ô liu hơi xám.